# Oka Asajirō

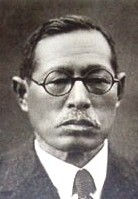
Oka Asajirō

Oka Asajirō (japanisch 丘 浅次郎; geboren 18. November 1868 in Kaketsuka, heute Stadtteil von Iwata; gestorben 2. Mai 1944) war ein japanischer Biologe.

## Leben und Wirken
Oka Asajirō machte 1889 seinen Abschluss in Naturwissenschaften an der Universität Tokio. Er ging dann nach Deutschland, um sich weiterzubilden. Dort studierte er an der Universität Freiburg unter August Weismann und unter Rudolf Leuckart in Leipzig. Mit einer Arbeit über die Körperhöhle und die Blutgefäße von Blutegeln erwarb er sich einen akademischen Grad.
Nach seiner Rückkehr fand er zunächst an der „höheren Schule für Landwirtschaft und Forste in Yamaguchi“ (山口高等農林学校) eine Stelle, bis er 1897 an der „Höheren Schule für Lehrerausbildung Tōkyō“ (東京高等師範学校校) Professor wurde. Diese Stelle füllte er bis zum Ausscheiden aus dem Dienst aus.
Während dieser Zeit forschte er über kleine Meereslebewesen wie Egel, Seescheiden, Moostiere, Quallen u. a. und stellte die Ergebnisse in zahlreichen Publikationen dar. Er verfasste auch Lehrbücher wie „Shinkaron kōwa“ (進化論講話; 1904) – „Abhandlungen zur Evolutionstheorie“ und „Seibutsugaku kōwa“ (生物学講話; 1916) – „Abhandlungen zur Zoologie“. Damit leistete er einen wichtigen Beitrag zur Verbreitung der Evolutionstheorie in Japan.
Berühmt wurde Oka wegen seiner Schriften, in denen er die Darwinsche Theorie zur Evolution nutzte, um soziale Probleme zu lösen. Dazu gehören „Shinka to jinsei“ (進化と人生) – „Evolution und menschliches Dasein“ (1906), „Seishin iden-ron“ (最新遺伝論) – „Neueste Theorie der Vererbung“ (1919) und „Hammon to jiyū“ (煩悶と自由) – „Seelenqual und Freiheit“ (1921). Er hoffte durch die Überprüfung der Gesellschaft mit Hilfe der Theorie der natürlichen Auslese zur Formulierung der idealen Gesellschaft zu kommen. Dogmatischen Ansichten stand er kritisch gegenüber. Er setzte sich für wissenschaftliche Methoden ein, also für die empirische Verifizierung in der Sozialwissenschaft.
1968 wurde eine Gesamtausgabe von Okas Schriften „Oka Asajirō chosakushū“ (丘浅次郎著作集) in fünf Bänden publiziert.